# Dead Silence (film)
Dead Silence is een Amerikaanse horrorfilm uit 2007 van regisseur James Wan. Deze schreef het verhaal van de productie samen met Leigh Whannell.

## Verhaal
Wanneer er geklopt wordt aan de deur van Jamie (Ryan Kwanten) en Lisa Ashen (Laura Regan) blijkt er voor de deur een groot pakket achtergelaten te zijn, zonder naam van een afzender. Wanneer ze het openmaken blijkt er een grote houten buikspreekpop in te zitten, genaamd Billy. Jamie voelt zich er niet op zijn gemak bij en daarom besluit Lisa hem te laten schrikken wanneer hij terugkomt met het eten dat hij op gaat halen. Ze zet Billy in zittende houding op het bed met een wit laken eroverheen, zodat het lijkt alsof zij in bed op haar man zit te wachten.
Wanneer Jamie terugkomt met het eten, hoort hij hoe de stem van zijn vrouw hem plagend naar de slaapkamer roept. Voor de deur treft hij een flink bloedspoor aan, maar als hij opnieuw zachtjes geroepen wordt, gaat hij naar binnen. Daar zit op het bed een gestalte met het witte laken eroverheen. Niet geamuseerd door de grap met het bloed trekt Jamie het laken weg. Eronder zit de dode Lisa met wijd opengesperde en van tong ontdane mond.
Nadat Jamie de politie heeft gebeld, arriveert rechercheur Lipton (Donnie Wahlberg). Hij gelooft niets van Jamies verhaal en bombardeert hem tot eerste verdachte. Hij vindt Jamies verklaring wel een erg rammelend verhaal, want hoe kan Lisa hem naar de slaapkamer geroepen hebben - zelfs als ze toen nog leefde - zonder tong. Omdat hij een vrij man is zolang Lipton nog niet genoeg bewijzen heeft om hem op te pakken, gaat Jamie naar zijn geboorteplaats Ravens Fair, wat als adres opgegeven stond in de voering van de kist.
Wanneer Jamie langsgaat bij zijn al jaren van hem vervreemde vader Edward (Bob Gunton) en Ella (Amber Valletta), Edwards opvallend jonge echtgenote, vertelt die hem over een rijmpje over Mary Shaw (Judith Roberts). Dat luidt: "Beware the stare of Mary Shaw. She had no children, only dolls. And if you see her in your dreams, make sure you never, ever scream."
Shaw was een succesvol buikspreekster die de schuld kreeg van de verdwijning van Michael Ashen (Steven Taylor), Jamies oudoom, dat kort daarvoor stoorde tijdens een van haar voorstellingen. Een groep mannen, waaronder familie van Michael, nam het recht in eigen hand en vermoordde Shaw, maar niet voordat ze haar dwongen te schreeuwen en haar tong afsneden. Ze werd vervolgens naar haar eigen wens begraven met al haar 101 poppen. Kort daarop werden de moordenaars een voor een dood teruggevonden met uitgerukte tong. In de generaties daarna overkwam hun kinderen hetzelfde en de kinderen daar weer van eveneens.
Die nacht in een hotel hoort hij zachtjes zijn naam. Het blijkt de pop Billy te zijn. Dan komt het gezicht van Mary Shaw ineens door de gordijnen op hem af, en snel doet hij het licht aan. Gelijk verdwijnt alles.
Wanneer Jamie het verhaal aan Lipton vertelt, raakt die hoe langer hoe meer ervan overtuigd dat er aan een steekje los zit aan zijn hoofdverdachte. Die vindt in de voering van de kist waar pop Billy in zat een poster van het optreden van Mary Shaw, de meesterbuikspreekster, en haar buikspreekpop Billy. Later, na Lisa's begrafenis, verneemt hij van de seniele Marion dat 'Ze' terug is. Daarmee doelt ze op Mary Shaw. Marion draagt hem op de pop te begraven. Wanneer hij dat gedaan heeft en in zijn auto gaat zitten, valt ineens de pop Billy tegen de voorruit aan. Hij racet weg.
Eenmaal aangekomen bij het hotel blijkt dat de rechercheur achter hem aan is gereisd en hij neemt de pop Billy mee. Er gebeurt niets met hem, maar wanneer hij even weggaat haalt Jamie de pop weer terug, levert het af bij de man van Marion, Henry Walker (Michael Fairman), de plaatselijke lijkschouwer, en gaat het theater van Mary Shaw binnen. Daar vindt hij aantekeningen van de psychopathische Buikspreekster en ontdekt dat het haar streven was de 'Perfecte buikspreekpop' te creëren. Wanneer hij de aantekeningen doorkijkt ziet hij in de spiegel voor zich Mary Shaw in een stoel achter hem zitten. Hevig geschrokken verlaat hij het theater, en overnacht daarna in het hotel.
Henry besluit om Billy te begraven. Hij wordt echter de kelder ingelokt door zacht gehuil en de deur valt op slot. Wanneer hij wanhopig op de deur bonkt, verschijnt Mary Shaw. Henry schreeuwt het uit en wordt door Shaw gedood.
Jamie gaat weer langs bij Edward en Ella. Edward biecht op dat Mary Shaw uiteindelijk ook hem zal doden. Jamie is echter vastberaden om Shaw tegen te houden en gaat met Lipton naar het theater, waar ze alle poppen verbranden. Lipton wordt gedood door Shaw en Jamie kan ternauwernood ontsnappen.
Jamie ontdekt dat Henry dood is en Marion zegt dat Edward Billy heeft meegenomen. Hij racet naar Edwards huis en treft Billy aan. Dan komt Mary Shaw achter een gordijn vandaan en valt aan. Jamie gooit Billy in het vuur en Shaw verdwijnt. Hierna vindt hij zijn vader dood in een rolstoel en komt tot de ontdekking dat zijn lichaam bestuurd werd als een pop. Wanneer hij zich omdraait ziet hij Ella. Zij blijkt de 'perfecte pop' te zijn waar Shaw zo naar streefde. Jamie schreeuwt in paniek en Ella, bezeten door de geest van Shaw, doodt hem.
Op het einde is te zien dat Shaws geest van alle slachtoffers (Jamie, Lisa, Lipton, Edward, Henry) buikspreekpoppen heeft gemaakt. Ook Ella zit tussen de poppen.

## Rolverdeling
| Acteur          | Personage            |
| --------------- | -------------------- |
| Ryan Kwanten    | Jamie Ashen          |
| Donnie Wahlberg | Detective Jim Lipton |
| Judith Roberts  | Mary Shaw            |
| Michael Fairman | Henry Walker         |
| Joan Heney      | Marion Walker        |
| Bob Gunton      | Edward Ashen         |
| Amber Valletta  | Ella Ashen           |
| Laura Regan     | Lisa Ashen           |
| Steven Taylor   | Michael Ashen        |

## Trivia
- Makers Wan en Whannell zijn ook makers van de Saw-reeks. De pop die Jigsaw in die serie gebruikt, is in Dead Silence opgenomen als een van de 101 poppen van Mary Shaw en is kort te zien in haar huis. Jigsaws pop heette ook Billy, evenals de pop die Jamie Ashen opgestuurd krijgt.